# Хобарт-Хэмпден-Мерсер-Хендерсон, Сидни Карр, 7-й граф Бакингемшир
Сидни Карр Хобарт-Хэмпден-Мерсер-Хендерсон, 7-й граф Бакингемшир (англ. Sidney Hobart-Hampden-Mercer-Henderson, 7th Earl of Buckinghamshire; 14 марта 1860 — 15 января 1930) — британский либеральный политик. Он носил титул учтивости — лорд Хобарт с 1875 по 1885 год.

## Биография
Родился 14 марта 1860 года. Второй сын Фредерика Джона Хобарта-Хэмпдена, лорда Хобарта (1821—1875), второго сына преподобного Огастеса Эдварда Хобарта-Хэмпдена, 6-го графа Бакингемшира (1793—1885). Его матерью была Кэтрин Аннесли Карр (? — 2 октября 1886, дочь Томаса Карра, епископа Бомбея.
В июле 1875 года после смерти своего отца Сидни Хобарт-Хэмпден стал носить титул учтивости — лорд Хобарт. 29 октября 1885 года после смерти своего деда, Огастеса Эдварда Хобарта-Хэмпдена, он унаследовал титулы 7-го графа Бакингемшира, 7-го барона Хобарта из Бликлинга (Норфолк) и 11-го баронета Хобарта из Интвуда (Норфолк).
Занимал должность лорда в ожидании (правительственного кнута в Палате лордов) с января по июнь 1895 года в либеральном правительстве лорда Розбери.
Почётный полковник 4-го батальона легкой пехоты Оксфордшира и Бакингемшира и заместитель лейтенанта Бакингемшира.
В 1919 году он был награжден Орденом Британской империи.

## Семья
13 июля 1888 года лорд Бакингемшир женился на Джорджиане Вильгельмине Холдейн-Дункан-Мерсер-Хендерсон (15 апреля 1867 — 26 марта 1937), дочери достопочтенного Хью Адама Дэлримпла Гамильтона Холдейн-Дункан-Мерсер-Хендерсона (сын 1-го графа Кампердауна) и Эдит Изабелла Мерсер-Хендерсон. у супругов были один сын и две дочери:
- Леди Дороти Эдит Изабель Хобарт-Хэмпден-Мерсер-Хендерсон (11 апреля 1891 — 15 декабря 1972), в 1911 году она вышла замуж за достопочтенного Клода Хоупа-Морли, от брака с которой у неё было четверо детей.
- Леди Сидни Мэри Кэтрин Энн Хобарт-Хэмпден (17 апреля 1900—1987), в 1924 году она вышла замуж за капитана Томаса Иннеса Фаррара.
- Джон Хэмпден Мерсер-Хендерсон, 8-й граф Бакингемшир (16 апреля 1906 — 2 января 1963), преемник отца.

В 1903 году Сидни Хобарт по королевской лицензии принял дополнительные фамилии Мерсер-Хендерсон для себя и своего потомков. Лорд Бакингемшир скончался в январе 1930 года в возрасте 69 лет, и ему наследовал графство его единственный сын Джон. Леди Бакингемшир умерла в марте 1937 года в возрасте 69 лет.